# القاهرة للنقل الجوي
القاهرة للنقل الجوي، شركة طيران مصرية خاصة. بدأت عملياتها في نوفمبر عام 1998، وتعمل على رحلات الطيران العارض بشكل رئيسي إلى أوروبا وأفريقيا والشرق الأوسط. قاعدتها الأساسية في مطار القاهرة الدولي.

## تاريخ
بجانب تشغيلها لرحلات داخل مصر؛ تعمل شركة القاهرة للنقل الجوي بشكل رئيسي على الخطوط الدولية إلى وجهات مختلفة في أوروبا وأفريقيا والشرق الأوسط. وعلاوة على ذلك تقوم الشركة بتشغيل رحلات مجدولة لحساب مصر للطيران في مناسبات عديدة.

## الأسطول
الأسطول الجوي لشركة القاهرة للنقل الجوي يتكون من الطائرات التالية: